# Itame varadaria
Itame varadaria là một loài bướm đêm trong họ Geometridae.